# Uwe Maibaum
Uwe Maibaum (* 1962 in Trier) ist ein deutscher Kirchenmusiker.

## Leben
Maibaum wurde in Trier als Sohn eines Lehrers und einer Erzieherin geboren. Nach dem Abitur im Jahr 1982 studierte an der Hochschule für Musik in Köln evangelische Kirchenmusik und schloss 1987 mit dem A-Examen ab, um anschließend barockes und klassisches Fagott und Cembalo zu studieren. In dieser Zeit arbeitete er u. a. mit Philippe Herreweghe und dem Concerto Köln zusammen und spielte mit ihnen seine ersten CD-Aufnahmen als Barockfagottist ein. Er war Mitbegründer des Barockensembles La Stravaganza Köln. Von 1991 bis 2006 war Maibaum Kantor der Salvatorkirche in Duisburg und leitete das Niederrheinische Vocalensemble Duisburg. An der Folkwang Universität der Künste in Essen war er zwischen 1992 und 2002 Lehrbeauftragter für Schlagtechnik (Dirigieren) und Ensembleleitung.
Zum 1. April 2007 wurde er als Landeskirchenmusikdirektor der Evangelischen Kirche von Kurhessen-Waldeck berufen. Er ist Organist an der Lutherische Pfarrkirche St. Marien in Marburg. Internationale Konzerte haben ihn in verschiedene Länder Europas und andere Kontinente geführt.
Maibaum ist verheiratet und hat drei Söhne und eine Tochter.